# Konstantinos Flegkas
Konstantinos Flegkas (in greco Κώστας Φλέγκας?; 17 luglio 1988) è un pallanuotista greco.
Agli europei del 2016 arriva secondo con la nazionale greca.

## Nazionale
Kazan' 2015: